# مقاطعة مهريز
مقاطعة مهريز (بالفارسية: شهرستان مهریز) هي مقاطعة في محافظة يزد في إيران . عاصمة المقاطعة هي مهريز . في تعداد عام 2006، بلغ عدد سكان المقاطعة 51733. المقاطعة لها مدينة واحدة هي مهريز.